# Bolbitis gemmifera
Bolbitis gemmifera är en träjonväxtart som först beskrevs av Georg Hans Emmo Wolfgang Hieronymus, och fick sitt nu gällande namn av Carl Frederik Albert Christensen. Bolbitis gemmifera ingår i släktet Bolbitis och familjen Dryopteridaceae. Inga underarter finns listade.